# Línies de mitjana distància a l'Aragó
Les línies de mitjana distància a l'Aragó componen la xarxa de trens regionals que circulen a l'Aragó. són línies de ferrocarril, en la seva majoria convencional i d'ample ibèric, hi ha set línies d'ample ibèric, aquestes línies uneixen poblacions d'Aragó.
| Nombre | Tipus de Servei | Tipus de tren | Trajecte                              | Estacions |
| ------ | --------------- | ------------- | ------------------------------------- | --- |
| 22     | MD              | 448           | Zaragoza - Logronyo                   | Saragossa-Delicias · Casetes · Alagón · Cabanyes d'Ebre · Pedrola · Luceni · Gallur · Tallis de Navarra · Ribaforada · Tudela de Navarra · Castejón · Alfaro · Rincón de Soto · Calahorra · Fècules de Navarra · Alcanadre · Arrubal · Agoncillo · Recajo · Logronyo |
| 26     | Regional Exprés | 470           | Zaragoza - Pamplona - Vitòria         | Saragossa-Delicias · Casetes · Alagón · Cabanyes d'Ebre· Pedrola · Luceni · Gallur · Tallis de Navarra · Ribaforada · Tudela de Navarra · Castejón d'Ebre · Villafranca de Navarra · Marcilla de Navarra · Olite · Tafalla · Cízur Mayor · Pamplona · Huarte-Araquil · Echarri-Aranaz · Altsasu-Herria · Araia · Aguraín-Salvatierra d'Àlaba · Alegria-Dulantzi · Vitòria-Gasteiz |
| 34     | Regional Exprés | 470           | Zaragoza - Casp - Barcelona           | Saragossa-Delicias · Zaragoza-Portillo. · Miraflores · El Burgo de Ebro · Fuentes d'Ebre · Pina · Quinto · La Zaida-Sástago · Azaila · La Pobla de Híjar · Samper · Escatrón · Chiprana · Casp · Valle de Piles · Fabara · Nonaspe · Fayón-La Pobla de Massaluca · Riba-roja de Túria d'Ebre · Flix · Ascó · Habita la Nova · Marsá-Falset · Pradell · Dosaiguas-La Argentera · Riudecañas-Botarell · Les Borjas del Camp · Reus · Tarragona · Sant Vicent de Calders · Barcelona Sants · Barcelona-Passejo de Gracia · -Barcelona-Estació de França / Barcelona Clot-Aragó · Barcelona-Sant Andrés Comtal |
| 38     | Regional Exprés | 470           | Zaragoza - Montsó-Ric Cinca - Lleida  | Saragossa-Delicias · Zaragoza-Portillo · Zaragoza-Goya · Zaragoza-Miraflores · Villanueva de Gállego · Tardienta · Grañén · Sariñena · Montsó-Rio Cinca · Binéfar · Lleida-Pirineus |
| 49     | MD              | 599           | València - Teruel - Zaragoza - Huesca | València Nord · València-Cabanyal · Sagunt · Sogorb-Ciutat · Barraques · Rubielos de Mora · Mora de Rubielos · Sarrión · Pobla de Valverde · Port Escandón · Teruel · Cella · Santa Eulalia del Camp · Villafranca del Camp · Monreal del Camp · Torrijo del Camp · Caminreal-Fonts Clares · Calamocha Nova · Navarrete · Lechago · Cuencabuena · Ferreruela · Villahermosa · Badules · Villadoz · Vila-real de Huerva · Encinacorba · Cariñena · Longares · Arañales-Muel · María Huerva · Saragossa-Delicias · Zaragoza-Portillo · Zaragoza-Goya · Tardienta · Huesca                                    |
| 55     | Regional Exprés | 470           | Madrid - Arcs de Xaló - Saragossa     | Madrid-Chamartín · Alcalá de Henares · Guadalajara · Yunquera d'Henares · Humanes · Espinosa d'Henares · Carrascosa d'Henares · Jadraque · Matillas · Baides · Sigüenza · Torralba · Medinaceli · Arcs de Xaló · Santa María d'Horta · Monreal de Ariza · Ariza · Cetina · Alhama de Aragón · Bubierca · Ateca · Terrer · Calataiud · Embid de Xaló · Paracuellos/Saviñán · Saviñán-Habitis-Purroy · Morata de Xaló · Ricla-L'Almunia · Calatorao-Salillas de Xaló · Épila-Roda de Xaló/Lumpiaque · Plasencia de Xaló · Grisén · Saragossa-Delicias                                                        |
| 56     | Regional        | 596           | Zaragoza - Huesca - Jaca              | Saragossa-Delicias · Zaragoza-Portillo · Zaragoza-Goya · Tardienta · Huesca · Ayerbe · Sabiñánigo · Jaca |
| 56     | Regional        | 596           | Zaragoza - Huesca - Canfranc          | Saragossa-Delicias · Zaragoza-Portillo · Zaragoza-Goya · Villanueva del Gállego · Zuera · Tardienta · Huesca · Plasencia de la Muntanya · Ayerbe · Riglos-Concili · Riglos · Santa María i La Penya · Anzánigo · Caldearenas-Aquilué · Sabiñánigo · Jaca · Castiello-Poble · Castiello · Villanúa · Canfranc |